# Ágios Theódoros (Limassol)
Pour les articles homonymes, voir Ágios Theódoros.
Άγιος Θεόδωρος (grec moderne : Άγιος Θεόδωρος) est un village de Chypre de plus de 65 habitants.